# Копылов, Александр Александрович (композитор)
Александр Александрович Копылов (14 июля 1854 — 20 февраля 1911) — русский композитор.
На протяжении многих лет сперва учился и пел, а затем преподавал в придворной певческой капелле. Частным образом прошёл курс композиции у Анатолия Лядова и инструментовки у Николая Римского-Корсакова. Написал симфонию до минор (1888—1889, записана Московским симфоническим оркестром под управлением Антонио де Альмейда), скерцо для оркестра ля мажор, ряд хоровых, фортепианных, вокальных сочинений. Особенно высоко ценились современниками четыре струнных квартета Копылова: по меньшей мере один из них входил даже в репертуар знаменитого Квартета Кнайзеля. Участвовал в собраниях Беляевского кружка, сочинил андантино и прелюдию и фугу на тему В — la — f, посвящённые их основателю Митрофану Беляеву.
По оценке «Нового энциклопедического словаря»,

произведения Копылова, не отличаясь оригинальностью (влияния Чайковского, Бородина и других), красивы, закончены по форме, интересны в деталях и совершенны по фактуре.